# Arntfield
Arntfield est un quartier de Rouyn-Noranda et le nom d'une ancienne municipalité de la région administrative de l'Abitibi-Témiscamingue à l'ouest du Québec.

## Géographie
Situé à 21 km de Rouyn-Noranda, Arntfield compte quelque 400 habitants, et tire parti économiquement de l’industrie minière, de l’accroissement résidentiel et de la jonction de quelques routes, dont l'une mène à Rouyn-Noranda, une autre en Ontario. Arntfield possède un fort potentiel de développement récréotouristique avec les collines Kékéko, le mont Kanasuta, le mont Chaudron et des lacs Dasserat et Opasatica.
Le quartier d’Arntfield fait partie du district ouest avec les quartiers de Montbeillard et de Rollet. Le lac Opasatica se prolonge dans les trois quartiers reliés entre eux aussi par la route 101.

## Histoire
En juin 1906, deux explorateurs miniers découvrent un échantillon de quartz montrant de gros grains d’or. C’est en l’honneur de cette découverte qu’ils le nomment lac Fortune. Cette première découverte débouche sur la construction et l’exploitation de mines ainsi que la colonisation de ces terres.
Des années 1930 et jusqu’à la fin des années 1940, Arntfield connait une période de croissance avec la venue de plusieurs commerces tels qu'une grande épicerie, un hôtel, une banque, une cordonnerie, une boulangerie, une station d’essence, un garage, une pharmacie, un salon de coiffure, une salle de quilles et une salle de théâtre. En 1938, les gens parlent de la paroisse d’Arntfield.
En 1959 Raymond Leboursier y produit un court métrage de l'ONF intitulé Tout l'Or Du Monde, scénario de Gilles Carle, mettant en vedette Hélène Loiselle et René Caron ainsi que les enfants du village d'Arntfield.
En 1980, Arntfield devient une véritable municipalité alors qu’elle était depuis ses débuts, un territoire non organisé sous la juridiction du conseil de comté de Témiscamingue.
À la suite des réorganisations municipales québécoises de 2002, l'ensemble des municipalités de la MRC de Rouyn-Noranda fusionnent en une seule.
En date du 1er janvier 2002, la municipalité d'Arntfield fusionne donc avec la ville de Rouyn-Noranda pour former une municipalité régionale de comté. Arntfield est aujourd'hui un quartier de la nouvelle ville.
Aujourd'hui la Ville de Rouyn-Noranda a le double statut de MRC et de municipalité locale,.

## Toponyme
Arntfield porte le nom d'un prospecteur américain américain venu de Toronto en 1925, Frédérick S. Arntfield, pour investir dans les activités minières. À l'origine, vers 1920, cette partie du canton de Beauchastel (canton) de l'Abitibi-Témiscamingue portait le nom de Provencher, en rappel d'Arthur Provencher qui tenait en ces lieux une maison de pension, des écuries de même qu'un petit magasin.